# 尚志钧
尚志钧（1918年2月4日—2008年10月9日），安徽全椒人，著名中药学家，皖南医学院教授，长期致力于本草文献的整理和研究，钩沉辑复亡佚的本草14种，撰写专著8种，发表论文180余篇。

## 生平
1918年2月4日，尚志钧出生于安徽省全椒县东乡西观圩小庄的一个普通农家，幼年丧母，10岁入私塾，14岁以同等学历进入全椒县西门宝林寺小学，1934年考入全椒县立初级中学，1937年考入安徽省芜湖第七中学（今芜湖一中）。抗战爆发后，芜湖七中解散，尚志钧返全椒。1938年3月入至德第四临时中学，并随该校西迁到湖南洪江。1940年考入重庆国立药学专科学校（中国药科大学前身），1944年毕业后在合川麻醉药品经理处及其附设的国立第一制药厂工作。1945年抗战胜利后，返回安徽，在安徽省卫生处任职。这段时间开始从事本草文献整理工作。1949年，政权变换，尚志钧返回全椒，以中医为业。同年9月，赴济南白求恩医学院任教。1950年秋，尚志钧返回芜湖，参与筹办卫生训练班。训练班后来发展为芜湖中级卫生技术学校、芜湖卫生学校、芜湖医学专科学校、皖南医学院，尚志钧余生一直在该校工作，仅1958年到北京参加卫生部举办的中药研究班进修两年。1979年尚志钧晋升副教授，1986年晋升教授。

## 学术成就

### 辑复的古本草文献
《补辑肘后方》、《名医别录》、《吴普本草》、《雷公药对》、《雷公炮炙论》、《药性论》、《新修本草》、《食疗本草》、《食性本草》、《食医心镜》、《本草拾遗》、《四声本草》、《海药本草》、《日华子本草》、《蜀本草》、《开宝本草》、《嘉祐本草》、《本草图经》

### 校注的医药文献
《诗经药物考释》、《山海经植物药考释》、《五十二病方药物注释》、《本草经集注》、《证类本草》、《大观本草》、《绍兴本草》、《本草纲目》金陵初刻本、《本草和名》

### 集纂、编撰的医药专著
《(新修本草)论文集》、《濒湖炮炙法》（集纂）、《脏腑病因条辨》、《本草文献概要》、《中国本草要籍考》、《药性趋向分类论》、《药性歌赋集纂》、《历代中药文献精华》、《中国矿物药集纂》